# Straalvliegtuig

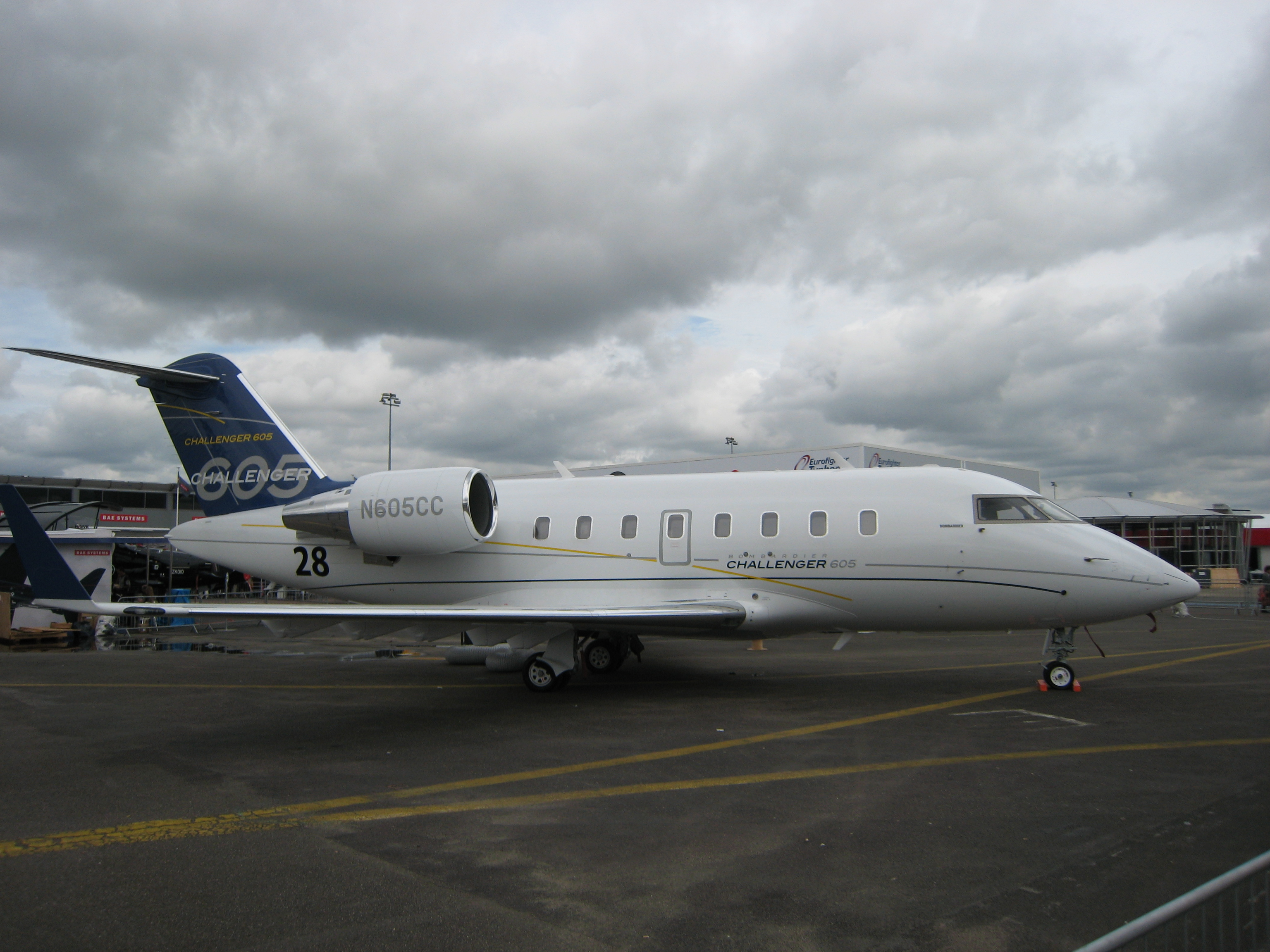
De Bombardier Challenger is een straalvliegtuig.

Een straalvliegtuig is een vliegtuig aangedreven door een straalmotor. Straalvliegtuigen vliegen doorgaans veel hoger en sneller dan propellervliegtuigen.
Een jachtvliegtuig met straalmotoren noemt men een straaljager.

## Geschiedenis
Het concept van een straalmotor werd in 1926 beschreven, maar het eerste straalvliegtuig vloog pas 13 jaar later, aan de vooravond van de Tweede Wereldoorlog. Een Heinkel He 178 maakte op 27 augustus 1939 zijn eerste vlucht. De eerste straaljager die daadwerkelijk werd ingezet was de Messerschmitt Me 262.
Na de Tweede Wereldoorlog werden straalvliegtuigen ook voor de burgerluchtvaart ingezet. De eerste commerciële lijnvlucht werd uitgevoerd tussen Londen en Johannesburg door een De Havilland Comet, die voor het eerst vloog in 1949.
De Roemeense ingenieur Henri Coanda beweerde op de tweede internationale luchtvaart tentoonstelling in Parijs in oktober 1910 een eerste straalvliegtuig te hebben gepresenteerd.